# 對立教宗亞歷山大五世

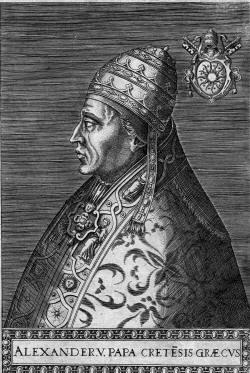
歷山五世

亞歷山大五世、歷山五世或譯亞力山大五世（約1339年—1410年5月3日），本名彼得·菲拉爾格斯（Peter Phillarges）是一名對立教宗，1409年6月26日－1410年5月3日在位。
彼得出生於克里特島，年少時即加入方濟各會，1405年受教宗依諾增爵七世任命為樞機。當時天主教會分裂為羅馬教廷和亞維農教廷，雙方皆宣稱自身為教會合法的代表。1409年樞機們召開比薩大公會議以解決教會分裂，他們宣布羅馬教宗與亞維農教宗皆非合法教宗，並選出彼得作為新任教宗，稱亞歷山大五世。在位十個月後，他在波隆那去世。他的繼任者是若望二十三世。

## 譯名列表
- 亞歷山大：天主教香港教區禮儀委員會：禧年專頁（页面存档备份，存于）作、《大英簡明百科知識庫》2005年版[永久]、《世界人名翻譯大辭典》1993年版作亞歷山大。
- 歷山：香港天主教教區檔案　歷任教宗作歷山。
- 亞力山大：真理辯證中文網 兩千年教會歷史巡禮 第四篇 中世紀前期教會歷史作亞力山大。
- 亞力山大、亞歷山大：國立編譯舘（页面存档备份，存于）作亞力山大、亞歷山大。

1. ↑  Frank, J.W., "Die Obödienzerklärung des österreichischen Herzöge für Papst Alexander V. (1409)," （德語）, in: Römische Historische Mitteilungen, 20, 1978, pp. 49–76